# Ел Сентро (Калифорния)
Ел Сентро (на испански: El Centro) е град в Калифорния, Съединени американски щати, административен център на окръг Импириъл. Намира се на 10 km от Границата между САЩ и Мексико. Населението му е около 37 800 души (2000).
В Ел Сентро е родена певицата Шер (р. 1946).